# Pseudocorinna
Pseudocorinna es un género de arañas araneomorfas de la familia Corinnidae. Se encuentra en África occidental y África central.

## Lista de especies
Según The World Spider Catalog 12.0:
- Pseudocorinna alligator Jocqué & Bosselaers, 2011
- Pseudocorinna amicorum Jocqué & Bosselaers, 2011
- Pseudocorinna amphibia Jocqué & Bosselaers, 2011
- Pseudocorinna banco Jocqué & Bosselaers, 2011
- Pseudocorinna bilobata Jocqué & Bosselaers, 2011
- Pseudocorinna brianeno Jocqué & Bosselaers, 2011
- Pseudocorinna celisi Jocqué & Bosselaers, 2011
- Pseudocorinna christae Jocqué & Bosselaers, 2011
- Pseudocorinna cymarum Jocqué & Bosselaers, 2011
- Pseudocorinna doutreleponti Jocqué & Bosselaers, 2011
- Pseudocorinna eruca Jocqué & Bosselaers, 2011
- Pseudocorinna evertsi Jocqué & Bosselaers, 2011
- Pseudocorinna febe Jocqué & Bosselaers, 2011
- Pseudocorinna felix Jocqué & Bosselaers, 2011
- Pseudocorinna gevaertsi Jocqué & Bosselaers, 2011
- Pseudocorinna incisa Jocqué & Bosselaers, 2011
- Pseudocorinna juakalyi Jocqué & Bosselaers, 2011
- Pseudocorinna lanius Jocqué & Bosselaers, 2011
- Pseudocorinna lobelia Jocqué & Bosselaers, 2011
- Pseudocorinna natalis Jocqué & Bosselaers, 2011
- Pseudocorinna naufraga Jocqué & Bosselaers, 2011
- Pseudocorinna okupe Jocqué & Bosselaers, 2011
- Pseudocorinna orientalis Jocqué & Bosselaers, 2011
- Pseudocorinna perplexa Jocqué & Bosselaers, 2011
- Pseudocorinna personata Jocqué & Bosselaers, 2011
- Pseudocorinna rutila Simon, 1910
- Pseudocorinna septemaculeata Simon, 1910
- Pseudocorinna ubicki Jocqué & Bosselaers, 2011
- Pseudocorinna victoria Jocqué & Bosselaers, 2011